# Tentative de suicide
Pour les articles homonymes, voir TS.
Pour un article plus général, voir Suicide.
Une tentative de suicide (parfois désignée sous le sigle TS) est un acte destiné à mettre fin à sa propre vie mais auquel le sujet survit, quelle qu'en soit la raison.
Quelle qu'en soit la cause, la tentative de suicide est une conduite grave. Elle doit être analysée avec beaucoup d'attention et faire impérativement l'objet d'un examen psychiatrique[réf. nécessaire].